# Dolní Poustevna
Dolní Poustevna (en allemand : Niedereinsiedel) est une ville du district de Děčín, dans la région d'Ústí nad Labem, en Tchéquie. Sa population s'élevait à 1 727 habitants en 2021.

## Géographie
Dolní Poustevna se trouve à 24 km au nord-nord-est de Děčín, à 40 km au nord-est d'Ústí nad Labem, à 40 km à l'est de Dresde (Allemagne) et à 102 km au nord de Prague.
La commune est limitée par l'Allemagne au sud, à l'ouest et au nord-ouest, par Lobendava au nord, par Lipová au nord-est, et par Vilémov à l'est.

## Histoire
La première mention écrite de la localité remonte à 1241.

## Transports
Par la route, Dolní Poustevna se trouve  à 14 km de Šluknov, à 36 km de Děčín, à 61 km d'Ústí nad Labem et à 150 km de Prague.